# Japó durant la Primera Guerra Mundial

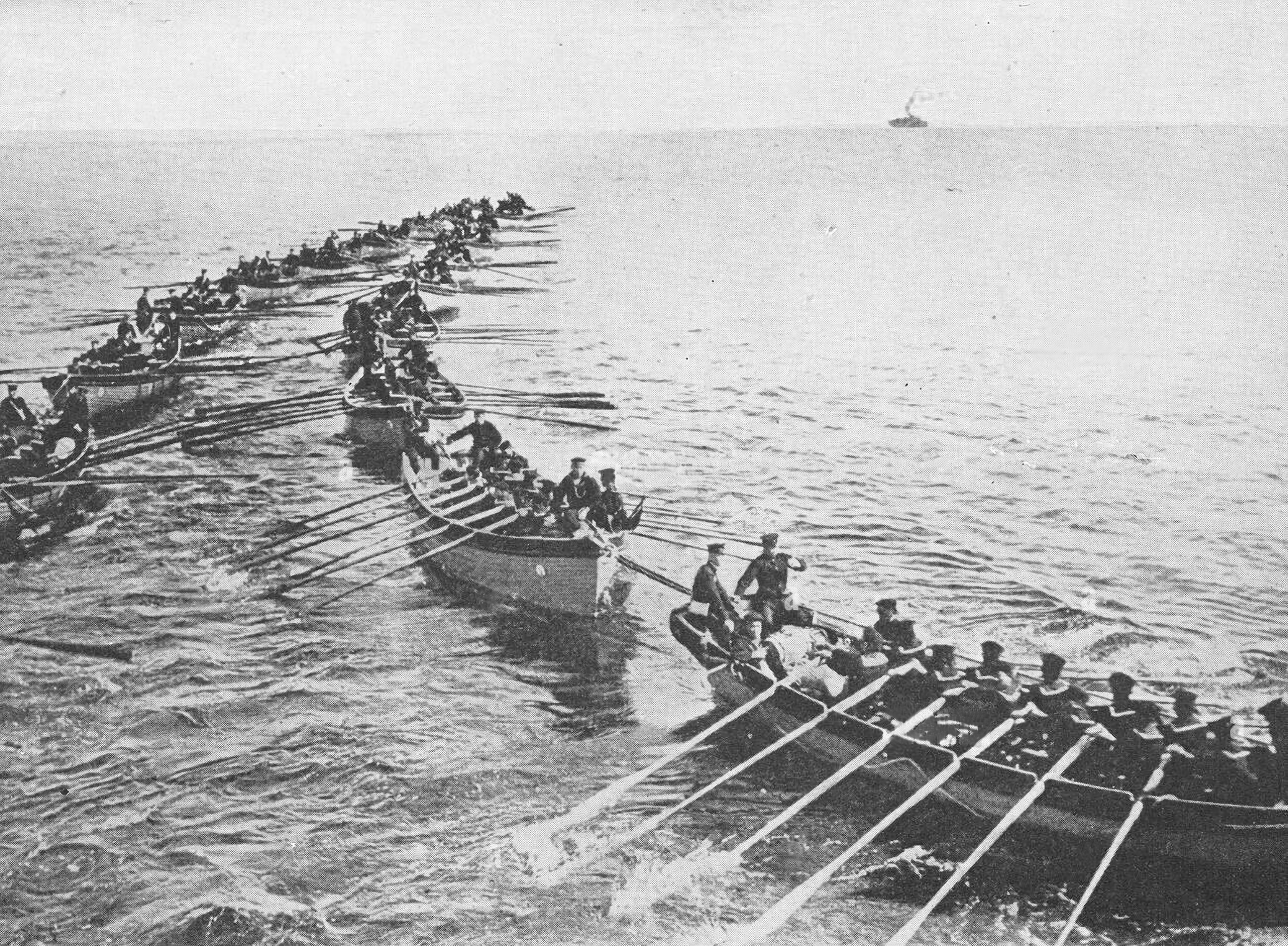
Tropes japoneses desembarcant prop de Tsingtao.

El Japó va participar en la Primera Guerra Mundial des de 1914 a 1918 aliada amb la Triple Entente i va tenir un paper important a l'hora d'assegurar les vies marítimes en els Oceans Pacífic Oest i en l'Índic contra la Marina Imperial alemanya. Políticament, Japó va aprofitar l'oportunitat per ampliar la seva esfera d'influència a la Xina i obtenir el reconeixement com a gran potència en la geopolítica de la postguerra.
Els militars japonesos, aprofitant les grans distàncies i la preocupació d'Alemanya per la guerra a Europa, van confiscar les possessions alemanyes al Pacífic i l'est d'Àsia, però no hi va haver mobilització a gran escala de l'economia. El canceller Katō Takaaki i el primer ministre Ōkuma Shigenobu volien aprofitar l'oportunitat per expandir la influència japonesa a la Xina. Van allistar a Sun Yat-sen (1866-1925), després del seu exili al Japó, però van tenir poc èxit.
L'Armada Imperial Japonesa, una institució burocràtica gairebé autònoma, va prendre la decisió pròpia d'emprendre l'expansió al Pacífic. Va capturar els territoris micronèsics alemanys al nord de l'equador i va governar aquestes illes fins a 1921. L'operació va donar a la Marina una raó per ampliar el seu pressupost, per duplicar el pressupost de l'exèrcit imperial japonès i expandir la flota. Així, la Marina va guanyar una important influència política sobre assumptes nacionals i internacionals.

## Esdeveniments de 1914

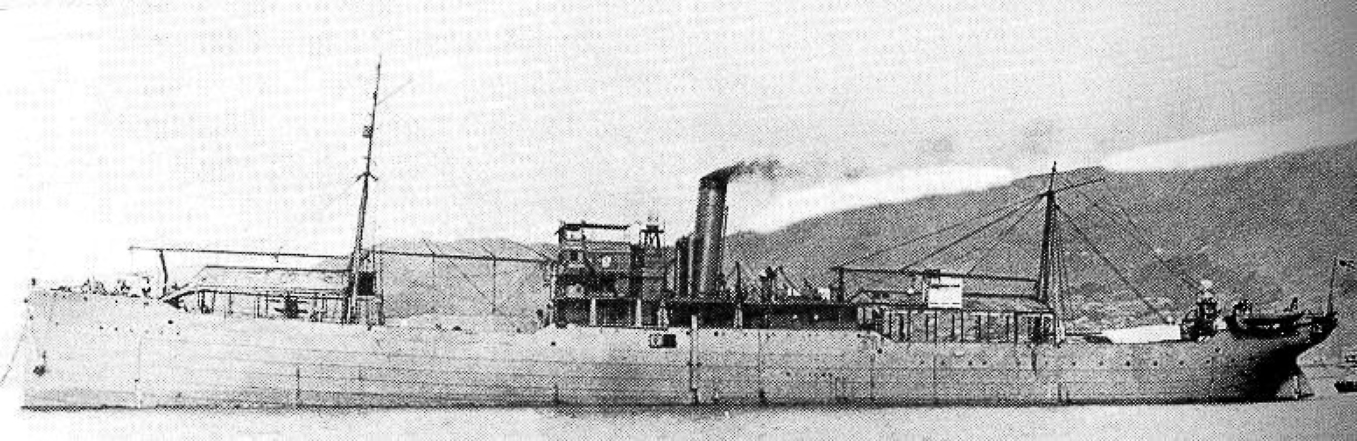
Hidroavió japonès sobre el vaixell Wakamiya(1913)

En la primera setmana de la Primera Guerra Mundial, Japó va proposar al Regne Unit, la seva aliada anglo-japonesa des de 1902, que Japó entraria a la guerra si podia prendre els territoris alemanys del Pacífic. El 7 d'agost de 1914, el govern britànic va demanar oficialment al Japó ajuda per destruir els raids de l'Armada Imperial Alemanya a les aigües xineses. Japó va enviar a Alemanya un ultimàtum el 23 d'agost de 1914, que va quedar sense resposta; Japó va declarar formalment la guerra a l'Imperi alemany el 23 d'agost de 1914. Com Viena es va negar a retirar el creuer austrohongarès Kaiserin Elisabeth de Qingdao, Japó també va declarar la guerra a Àustria-Hongria el 25 d'agost de 1914.
Les forces japoneses van ocupar ràpidament l'imperi colonial alemany a l'Extrem Orient. El 2 de setembre de 1914, les forces japoneses van aterrar a la província xinesa de Shandong i van assetjar l'assentament alemany a Qingdao. Durant l'octubre, actuant virtualment independent del govern civil, la Marina Imperial Japonesa es va apoderar de diverses de les colònies illenques d'Alemanya al Pacífic, les Illes Marianes, les Illes Carolines i les Illes Marshall, amb pràcticament cap resistència. La marina japonesa va dirigir els primers avions aeronàutics del món contra objectius de terra alemanys a la província de Shandong i vaixells a la badia de Qiaozhou des de l'hidroavió japonès Wakamiya, el transportista marítim de Wakamiya. El 6 de setembre de 1914 un hidroavió enlairat des del Wakamiya atacà amb bombes, sense èxit, el creuer austríac Kaiserin Elisabeth i el canoner alemany Jaguar.
El Setge de Tsingtao va concloure amb la rendició de les Forces colonials alemanyes el 7 de novembre de 1914.

## Esdeveniments de 1915–16
Al febrer de 1915, els marines dels vaixells de la marina imperial japonesa amb base a Singapur van ajudar a suprimir un motí per part de les tropes índies contra el govern britànic. Amb els aliats europeus del Japó fortament involucrats en la guerra d'Europa, el Japó va intentar consolidar la seva posició a la Xina presentant les Vint-i-una Demandes al president xinès Yuan Shikai el gener de 1915. Si s'haguessin aconseguit, les vint-una demandes haurien reduït essencialment la Xina a un protectorat japonès, i a costa de nombrosos privilegis que ja gaudien les potències europees en els seus respectius àmbits d'influència a la Xina. Davant les lentes negociacions amb el govern xinès, els sentiments anti-japonesos i la condemna internacional (especialment dels Estats Units) creixien i augmentaven, el Japó va retirar el grup final de demandes, i el tractat va ser signat per Xina el 25 de maig de 1915.
Al llarg de 1915-1916, els esforços alemanys per negociar una pau separada amb el Japó van fracassar. El 3 de juliol de 1916, el Japó i Rússia van signar un tractat pel qual cadascun es va comprometre a no fer una pau separada amb Alemanya i van acceptar la consulta i l'acció comuna si el territori o els interessos de cadascun a la Xina estiguessin amenaçats per un tercer extern. Malgrat que Rússia tenia una reclamació al territori xinès pel tractat de Kiakhta i altres tractats, el Japó va desanimar a Rússia d'annexar a Heilongjiang i va començar a empènyer lentament a altres poders, com els alemanys a les Vint-i-una demandes (1915). La línia delimitadora entre les esferes d'influència russa (nord) i japonesa (sud) a la Xina era el Ferrocarril oriental xinès.

## Esdeveniments de 1917
El 18 de desembre de 1916 l'Almirallat Britànic de nou va demanar assistència naval al Japó. Dos dels quatre creuers del First Special Squadron a Singapur van ser enviats a Ciutat del Cap, i 4 destructors van ser enviats a la Mediterrània amb la base a Malta. Sato Kozo en el creuer Akashi i els destructors 10 i 11 van arribar a Malta el 13 d'abril de 1917 via Colombo i Port Said.

## Esdeveniments de 1918

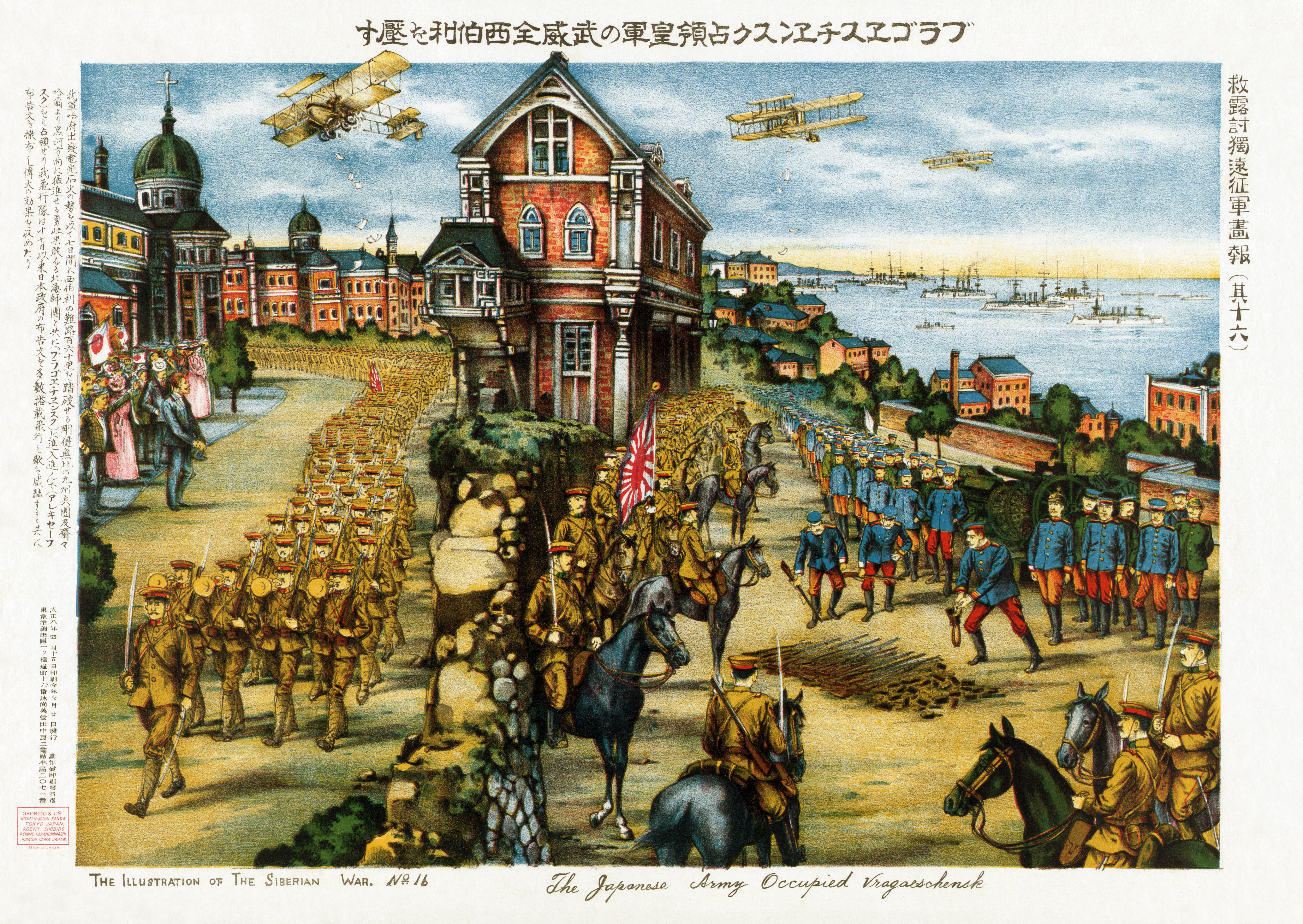
Captura japonesa de Blagoveshchensk

El 18 de desembre de 1916 l'Almirallat britànic va tornar a demanar assistència naval al Japó. Dos dels quatre creuers del Primer Esquadró Especial de Singapur van ser enviats a Ciutat del Cap, Sud-àfrica, i quatre destructors van ser enviats a la Mediterrània amb base a Malta. El darrer almirall Sato Kozo en el creuer Akashi i onze destructors van arribar a Malta el 13 d'abril de 1917 a través de Colombo i Port Said. Eventualment, aquest Segon Esquadró Especial va assolir durant la guerra 3 creuers (Akashi, Izumo, Nisshin), 14 destructors (8  Kaba  - classe, 4  Momo  - classe, 2 exbritànic  Clara  - classe), 2 sloops, 1 tendre ( Kanto ).
El Segon Esquadró Especial va fer tasques d'escorta per a transports de tropes i operacions antisubmarines. Cap vaixell es va perdre, però l'11 de juny de 1917 un destructor de classe Kaba ("Sakaki") va ser colpejat per un torpede d'un submarí austrohongarès ( U 27 ) des de Creta; 59 mariners japonesos van morir. L'esquadra japonesa va fer un total de 348 sortides d'escorta de Malta, escorta 788 vaixells que contenen uns 700.000 soldats, contribuint així a l'esforç de guerra. Es van rescatar 7.075 persones més de vaixells danyats i enfonsats. A canvi d'aquesta ajuda, Gran Bretanya va reconèixer els guanys territorials del Japó a Shantung i a les illes del Pacífic al nord de l'equador.
Amb l'entrada nord-americana a la Primera Guerra Mundial el 6 d'abril de 1917, els Estats Units i el Japó es van trobar del mateix costat, malgrat les seves relacions cada vegada més agres sobre Xina i la competència per influir en el Pacífic. Això va conduir a l'acord Lansing-Ishii de 2 de novembre de 1917 per ajudar a reduir les tensions.
El 1918, Japó va continuar estenent la seva influència i privilegis a la Xina a través dels préstecs Nishihara. Després de la revolució bolxevic a Rússia, Japó i els Estats Units van enviar forces a Sibèria el 1918 per reforçar els exèrcits del líder del moviment blanc Almirall Alexander Kolchak contra el bolxevic Exèrcit Roig. En aquesta intervenció siberiana, l'exèrcit imperial japonès inicialment va planejar enviar més de 70.000 homes per ocupar Siberia tant a l'oest com a Llac Baikal. El pla es va reduir considerablement a causa de l'oposició dels Estats Units.
Cap al final de la guerra, Japó va omplir cada vegada més les comandes per al material de guerra necessari cap els seus aliats europeus. El boom de la guerra va ajudar a diversificar la indústria del país, augmentar les seves exportacions i transformar el Japó d'un deutor a un país creditor per primera vegada. Les exportacions es van quadruplicar des de 1913 fins a 1918. L'afluència de capital massiva al Japó i el posterior auge industrial van provocar una ràpida inflació. L'agost de 1918, els disturbis d'arròs causats per aquesta inflació van esclatar en ciutats de tot el Japó.

## Esdeveniments de 1919
L'any 1919 va veure el representant japonès Saionji Kinmochi assegut al costat dels "Quatre grans" (Lloyd George, Orlando, Wilson, Clemenceau) a la Conferència de Pau de Versalles. Tòquio va obtenir una seu permanent al Consell de la Societat de les Nacions i la Conferència de Pau de París de 1919 va confirmar la transferència al Japó dels drets d'Alemanya a Shandong. De la mateixa manera, les illes més al nord del Pacífic d'Alemanya van entrar sota un mandat japonès de la Societat de Nacions, anomenat Mandat del Pacífic Sud. Malgrat la proesa del Japó a escala global, i la seva important contribució a l'esforç de la guerra aliada en resposta als motius britànics d'assistència a la Mediterrània i l'Est d'Àsia, les potències occidentals presents al Tractat de Versalles van rebutjar l'oferta del Japó per una Proposta d'Igualtat Racial el 1919 en el posterior Tractat de Versalles. No obstant això, el Japó no va dubtar d'haver sorgit com a gran poder en la política internacional al final de la guerra. La prosperitat econòmica de la Primera Guerra Mundial al Japó no va durar gaire i Japó va tornar a ser un país deutor.
La facilitat de la victòria japonesa, l'impacte negatiu de la recessió del període Shōwa, i la inestabilitat política interna van ajudar a l'auge del militarisme japonès en les dècades de 1920 i 1930.